# Haßmersheim
Haßmersheim est une commune de Bade-Wurtemberg (Allemagne), située dans l'arrondissement de Neckar-Odenwald, dans l'aire urbaine Rhin-Neckar, dans le district de Karlsruhe.

## Géographie
Haßmersheim est situé sur les bords du Neckar.
La commune est comprise dans le périmètre du parc naturel de Neckartal-Odenwald.

## Histoire
Le nom de Haßmersheim est mentionné pour la première fois en 774, dans un acte de donation.
En 1300, la famille von Hornberg est à la tête de la seigneurie de Hochhausen, un village qui se trouve sur l'actuel territoire de la municipalité.
La commune aurait été pendant un certain temps, le plus grand site de barges du sud-ouest du pays.
Les habitants de la commune prirent part à la révolution badoise de 1848. Friedrich Heuss, l'un des leaders de cet évènement, était originaire de Haßmersheim.
Le premier janvier 1972, Hochhausen est rattaché à Haßmersheim.

## Culture locale et patrimoine
La commune héberge un musée portant sur la navigation, le Schifffahrtsmuseum.